# Salda obscura
Salda obscura är en insektsart som beskrevs av Léon Abel Provancher 1872. Salda obscura ingår i släktet Salda och familjen strandskinnbaggar. Inga underarter finns listade i Catalogue of Life.